# Kingston Seymour
Kingston Seymour – wieś w Anglii, w hrabstwie ceremonialnym Somerset, w dystrykcie (unitary authority) North Somerset. Leży 21 km na zachód od miasta Bristol i 190 km na zachód od Londynu. W 2001 miejscowość liczyła 338 mieszkańców.